# (25211) 1998 SU147
A (25211) 1998 SU147 a Naprendszer kisbolygóövében található aszteroida. Eric Walter Elst fedezte fel 1998. szeptember 20-án.